# Oxid de zinc
Oxidul de zinc este un compus anorganic cu formula ZnO. Este o pudră albă insolubilă în apă, fiind folosit ca aditiv în diverse materiale și produse, printre care se numără cauciucuri, plastic, ceramică, sticlă, ciment, vopsele, adezivi, pigmenți, produse alimentare (ca sursă de zinc), baterii electrice, etc. În natură, se găsește sub forma unui mineral numit zincit, însă oxidul de zinc este produs sintetic.
Oxidul de zinc cristalin este termocromic, schimbându-și culoarea de la alb la galben când este încălzit în aer și revenind la culoarea inițială când este răcit.
Oxidul de zinc este un oxid amfoter. Este aproape insolubil în apă, dar reacționează cu majoritatea acizilor, cum ar fi acidul clorhidric:
ZnO  +  2 HCl   →   ZnCl2  +  H2O
Bazele de asemenea degradează solidul pentru a obține zincați solubili:
ZnO  +  2 NaOH  +  H2O   →   Na2[Zn(OH)4]
Poate reacționa violent cu aluminiul și magneziul, cu cauciucul clorurat și cu uleiul de in la temperatură, putând cauza incendii și explozii.
Reacționează cu hidrogenul sulfurat pentru a forma sulfura de zinc. 
ZnO  +  H2S   →   ZnS  +  H2O